# Volvo B10M
Volvo B10M — шасси, на котором строили свои автобусы различные автопроизводители, выпускавшееся шведским автопроизводителем Volvo Bussar в период с 1978 по 2003 год. Оно сменило шасси B58 и было оснащено тем же 9,6-литровым горизонтально установленным дизельным двигателем Volvo, установленным под полом за передней осью. Была также произведена сочленённая версия под названием Volvo B10MA, а также полуцелая версия, известная как C10M, со среднемоторной компоновкой.

## История
Шасси Volvo B10M разработано в качестве преемника Volvo B58. Большинство B10M производилось в Швеции, но некоторые из них были построены в Великобритании и Бразилии.
B10M было одним из самых продаваемых шасси в Соединённом Королевстве на протяжении 1980-х и 1990-х годов. Первоначально выпускавшееся только как автобусное шасси, B10M был доступен в качестве городского автобуса, и в этом виде оно также было очень популярно.
Оно было известно как B10M-46, B10M-50, B10M-55, B10M-60, B10M-62, B10M-65 и B10M-70, где число представляет колёсную базу в дециметрах. Однако многие культуристы укорачивали или удлиняли шасси в соответствии со своими потребностями. Не позднее 1981 года было представлено трёхосное шасси, доступное как B10M-50B, B10M-55B, B10M-60B, B10M-65B и B10M-70B, с некоторыми культуристами, увеличивающими их колесную базу до 7,25 метра.

## Модельный ряд

### B10MD/D10M
Двухэтажный автобус B10M была разработана для Strathclyde PTE в 1981 году под брендом Citybus. Большинство ранних прототипов было создано брендом Alexander Coachbuilders, который представил модифицированную версию - общую для всех двухэтажных шасси Volvo, выпускавшихся компанией после 1980 года. Восточная Шотландия и Файф-Скоттиш приобрели многие из этих ранних версий в 1985-1987 годах. Два из них были экспортированы в 1984 году, один из них — в Сингапур, а другой — в Коулун, но сгорел в 1988 году. Citybus просуществовал до конца производства B10M, но после начала производства в 1993 году Volvo Olympian перестал быть популярным.

### B9M
B9M был выпущен в 1982 году как укороченная версия стандартного B10M. Он был известен как B9M-46, B9M-50, B9M-55 и B9M-60. Хотя технически он и не был преемником B57, он занял более или менее то же место на рынках, где был доступен. B9M имел тот же 9,6-литровый двигатель, что и B10M, но с более низкой мощностью. Он хорошо продавался в северных странах, за исключением Дании, где было продано всего несколько экземпляров. Эта модель была доступна по крайней мере после 1996 года.
В Соединённом Королевстве B9M-46 продавался как укороченная версия B10M длиной от 9,5 до 9,7 метра с 1985 года.

### B10MT и B10T
С 1984 года версия RHD B10M-55B была известна как B10MT и B10T.

### C10M и B10M-C
В 1984 году швейцарские культуристы Рамсейер и Дженцер в сотрудничестве с Volvo представили полуинтегрированный автобус, известный как C10M, со среднемоторной компоновкой. Производство C10M было прекращено в 1987 году, но положение двигателя по-прежнему было доступно в качестве опции и стало известно как B10M-C.

## Интересные факты
- На шасси Volvo B10M производили также автобусы Saffle 2000, Alpus 260S и другие модели.